# Карл Лудвиг Фридрих фон Баден
Карл Лудвиг Фридрих фон Баден (на немски: Karl Ludwig Friedrich von Baden; * 8 юли 1786, Карлсруе; † 8 декември 1818, Ращат) е велик херцог на Баден от 10 юни 1811 г. Последен представител е на стария клон на род Церинги.

## Живот
Той е син на наследствения принц Карл Лудвиг фон Баден (1755 – 1801) и Амалия фон Хесен-Дармщат (1754– 1832), дъщеря на ландграф Лудвиг IX фон Хесен-Дармщат. Внук е на Карл Фридрих фон Баден. По-малък брат е на Елизавета Алексеевна, която се омъжва през 1793 г. за цар Александър I от Русия.
Баща му умира при катастрофа на път за Швеция през 1801 г. На 8 април 1806 г. Карл Лудвиг се жени за императорската принцеса Стефани дьо Боарне (1789 – 1860), осиновената дъщеря на Наполеон Бонапарт и дъщеря на Клод дьо Боарне, хауптман на кралската гвардия, и съпругата му Клодине († 1791). Нейната майка е далечна роднина на Жозефин дьо Боарне.
На 25 години той последва дядо си Карл Фридрих фон Баден († 1811) като велик херцог. Карл Лудвиг Фридрих няма мъжки наследник и е последван през 1818 г. от чичо му Лудвиг I.

## Деца
Карл и Стефани дьо Боарне имат децата:
- Луиза (1811 – 1854), ∞ 1830 наследствен принц Густав Васа (1799 – 1877), син на крал Густав IV Адолф от Швеция
- принц без име (*/† 1812), по слухове е сменен и по-късно се появява като Каспар Хаузер
- Йозефина (1813 – 1900) ∞ 1834 княз Карл Антон фон Хоенцолерн-Зигмаринген (1811 – 1885)
- Александър (1816 – 1817)
- Мария Амелия (1817 – 1888) ∞ 1843 Уилям Хамилтон, 11-и херцог на Хамилтон (1811 – 1863)